# Moreno Valley (Kalifornia)
Moreno Valley egy város Kalifornia Riverside megyéjének. Riverside megye második legnépesebb városa. 2010-ben a város népessége 193,365 fő volt. Frank E. Brown, a város egyik alapítója nem akarta elnevezni magáról a várost, így nevének a spanyol megfelelőjét használták.

## Éghajlat
| Hónap                                    | Jan. | Feb. | Már. | Ápr. | Máj. | Jún. | Júl. | Aug. | Szep. | Okt. | Nov. | Dec. | Év   |
| ---------------------------------------- | ---- | ---- | ---- | ---- | ---- | ---- | ---- | ---- | ----- | ---- | ---- | ---- | ---- |
| Rekord max. hőmérséklet (°C)             | 36,0 | 33,0 | 37,0 | 40,0 | 42,0 | 44,0 | 48,0 | 45,0 | 46,0  | 42,0 | 37,0 | 34,0 | 48,0 |
| Átlagos max. hőmérséklet (°C)            | 20,0 | 20,0 | 22,0 | 24,0 | 27,0 | 32,0 | 35,0 | 36,0 | 33,0  | 28,0 | 23,0 | 19,0 | 26,6 |
| Átlagos min. hőmérséklet (°C)            | 6,0  | 7,0  | 8,0  | 9,0  | 12,0 | 14,0 | 17,0 | 17,0 | 15,0  | 12,0 | 8,0  | 6,0  | 10,9 |
| Rekord min. hőmérséklet (°C)             | −4,0 | −3,0 | −2,0 | 1,0  | 3,0  | 7,0  | 9,0  | 9,0  | 6,0   | 0,0  | −3,0 | −6,0 | −6,0 |
| Átl. csapadékmennyiség (mm)              | 53   | 44   | 17   | 11   | 8    | 0    | 0    | 0    | 2     | 8    | 19   | 70   | 232  |
| Forrás: Weather Channel Weather Currents |      |      |      |      |      |      |      |      |       |      |      |      |      |

## Fontos személyek
- Beverly Yanez: korábbi amerikai labdarúgó
- Da'Mon Cromartie-Smith: a Pittsburgh Steelers safety-je
- Becky G: rapper, énekes, táncos
- Bobby Kielty: a Boston Red Sox játékosa
- Kawhi Leonard: kosárlabdázó, a Los Angeles Clippers játékosa, kétszeres NBA-bajnok, Finals MVP